# Giulio Tremonti
Giulio Carlo Danilo Tremonti (Sondrio, 18 agosto 1947) è un politico e giurista italiano, ministro delle finanze nel governo Berlusconi I e ministro dell'economia e delle finanze nei governi Berlusconi II, III e IV, vicepresidente del Consiglio nel governo Berlusconi III.

## Biografia

### Inizi
Nato da una famiglia originaria, da parte paterna, di Lorenzago di Cadore (Belluno) e, da parte materna, di Benevento, dopo aver frequentato il liceo classico "Piazzi" di Sondrio, si laurea con lode e dignità di pubblicazione in giurisprudenza all'Università di Pavia, alunno del Collegio Fraccaro. Dopo la laurea entra nella scuola romana di diritto tributario fondata da Gian Antonio Micheli uno dei giuristi italiani più importanti del tempo, che diviene il suo maestro. Tremonti, di famiglia liberale, si avvicina alle idee del socialismo liberale dopo l'università, durante il servizio militare prestato come soldato semplice.

### Carriera accademica
Alla metà degli anni settanta diventa professore incaricato di diritto tributario nell’Università di Macerata. Alla fine del decennio, dopo avere pubblicato la monografia “Imposizione e definitività nel diritto tributario” (1977), poi divenuto uno dei testi di riferimento per gli studiosi della materia, vince il concorso per professore ordinario e viene chiamato all’Università di Parma, facoltà di giurisprudenza. All’inizio del decennio successivo, dopo aver pubblicato insieme al suo maestro una monografia, edita sotto la voce Obbligazioni (dir. trib.) dell’Enciclopedia del diritto, viene chiamato all’Università di Pavia (facoltà di giurisprudenza). Sempre all’inizio degli anni ottanta si avvicina indirettamente alla politica, diventando consigliere giuridico del ministro delle finanze Franco Reviglio. L’inizio dell’attività professionale avviene a Milano, come consulente fiscale della società di revisione e consulenza Peat Marwick. Alla metà degli anni ottanta apre il proprio studio professionale che avrà inizialmente un rapporto di consulenza stabile con l’attuale Deloitte. In breve, diventa uno dei professionisti più affermati in Italia e un accademico di chiara fama. Comincia a collaborare per il Corriere della Sera chiamato da Piero Ostellino (collaborerà dal 1984 al 1994). Diviene membro effettivo dell'Istituto Lombardo Accademia di Scienze e Lettere, classe di scienze morali, sezione di scienze giuridiche, politiche ed economiche. L’attività di editorialista segna l’inizio dello spostamento della sua attenzione dai temi e problemi strettamente giuridici relativi al diritto tributario ai connessi temi e problemi di natura politica (nazionale e internazionale) e sociale. In questa prospettiva si pone la pubblicazione di una serie fortunata di saggi, alcuni scritti in collaborazione con Giuseppe Vitaletti, ordinario di Scienze delle Finanze e diritto finanziario nell’Università di Macerata, altri in autonomia edalcuni di questi inseriti in opere collettanee. Notevole, per l’anticipazione nei tempi e la ricostruzione storica, è il saggio Il futuro del fisco, inserito nell’altrettanto notevole opera collettanea Nazioni senza ricchezza, ricchezze senza nazione, che raccoglie anche i contributi di Francesco Galgano, Sabino Cassese e Tiziano Treu (Il Mulino, 1993). La saggistica prodotta da Tremonti è caratterizzata da una marcata autonomia di pensiero che lo pone su posizioni originali e lontane dal c.d. mainstream, rendendogli possibile cogliere lo sviluppo di scenari futuri. In questo senso, si pone il saggio Il fantasma della povertà, inserito nel volume collettaneo omonimo (con contributi di Edward Luttwak e Carlo Pelanda) e pubblicato da Mondadori nel 1995: vengono colte puntualmente le conseguenze a lungo termine del processo di deindustrializzazione dell’Occidente derivanti dalla nuova politica commerciale mondiale. Tali conseguenze vengono già allora individuate nell’impoverimento delle classi deboli occidentali a causa del trasferimento verso Oriente degli investimenti nella produzione industriale, da un lato, e dell’immigrazione in Occidente dai Paesi in via di sviluppo di masse di lavoratori disposti ad accettare salari sempre più bassi. Anche l’imminente crisi dei rapporti Occidente-Cina viene anticipata e analizzata nelle sue cause nel saggio Rischi fatali edito da Mondadori nel 2005. Del 2016 è il saggio Mundus Furiosus, pure edito da Mondadori, in cui Tremonti analizza la serie di crisi in atto, anticipa l’impatto della Brexit e soprattutto la necessità di sovvertire i fondamenti strutturali delle politiche europee in una logica come quella poi seguita in “Next Gen EU”, senza tuttavia trascurare la valorizzazione di opportuni interventi da parte degli Stati nazionali. La sua originalità di pensiero gli viene riconosciuta da più parti, una delle quali garantisce una certa obiettività. Si tratta di un cablogramma del 3 ottobre 2018 dell’Ambasciata degli Stati Uniti a Roma, rivelata da WikiLeaks. Nel testo in cui si afferma che “Tremonti has always expressed deep suspicions about the benefits of globalization, and a rather eclectic economic philosophy”.

### Carriera politica
Vicino a Gianni De Michelis, alle elezioni politiche del 1983 viene candidato alla Camera dei deputati, tra le liste del Partito Socialista Italiano (PSI) nella circoscrizione Milano-Pavia, raccogliendo 332 preferenze, numero insufficiente per essere eletto.
Tra il 1979 e il 1990 è stato uno stretto collaboratore e consigliere di Franco Reviglio e Rino Formica.

Alle elezioni amministrative del 1990 si candida al consiglio comunale di Lorenzago di Cadore, nelle liste del PSI, risultando eletto consigliere comunale e rimanendo in carica fino al 1995.

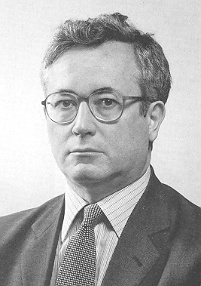
Tremonti eletto alla Camera dei deputati nel 1994

Nel 1993 entra a far parte, per un breve periodo, di Alleanza Democratica di Willer Bordon, per poi aderire al partito di Mario Segni, con cui alle elezioni politiche del 1994 viene candidato alla Camera sia nella circoscrizione Lombardia 1 che nel collegio uninominale di Sondrio, risultando eletto deputato con il recupero del proporzionale mentre nell'uninominale ottiene il 22,95% dei voti e viene sconfitto dal candidato del Polo delle Libertà Fiorello Provera (58,06%). Nel corso della XII legislatura ha fatto parte della 11ª Commissione Lavoro pubblico e privato (1994) e della 6ª Commissione Finanze (1994-1996).
Alle tornata elettorale il partito di Segni registra un forte insuccesso e, con la nascita del primo Governo Berlusconi, si divide sul voto di fiducia: Segni e una parte votano contro mentre Tremonti, che è stato nominato ministro delle finanze, e altri votano invece a favore.
Alle elezioni politiche del 1996 viene ricandidato alla Camera sia nel collegio uninominale di Belluno, sostenuto dalla coalizione di centro-destra Polo per le Libertà in quota forzista, che come capolista di Forza Italia nella circoscrizione Lombardia 2, venendo rieletto a Montecitorio col recupero nel proporzionale, mentre nell'uninominale ottiene il 33,55% dei voti e viene sconfitto dal candidato leghista Paolo Bampo (37%). Nella XIII legislatura della Repubblica è stato membro della 6ª Commissione Finanze (1996-2001), della Commissione parlamentare per le riforme costituzionali (1997-2001), della Commissione parlamentare per il parere al governo sulle norme delegate previste dalla legge 23 dicembre 1996, n. 662, concernente misure di razionalizzazione della finanza pubblica (1997) e della Commissione parlamentare consultiva in materia di riforma fiscale ai sensi della legge 23 dicembre 1996, n. 662 (1997-2001).
Alle elezioni comunali in Lombardia del 1997 si candida al consiglio comunale di Monza, nelle liste di Forza Italia a sostegno del candidato sindaco di centro-destra Roberto Colombo, risultando eletto consigliere comunale e rimanendo in carica fino al 26 ottobre 1998, mentre alle comunali venete del 1999 si ricandida al consiglio comunale di Lorenzago di Cadore, come indipendente, venendo rieletto consigliere comunale e rimanendo in carica fino al 2004.
Fu rieletto deputato alle elezioni politiche del 2001 nelle liste di Forza Italia come capolista nella circoscrizione Veneto 1 ed entrò a far parte del secondo governo Berlusconi come Ministro dell'economia e delle finanze. Fu così il primo titolare del Ministero dell'economia e delle finanze, dicastero che era stato istituito mediante l'accorpamento del "Ministero del tesoro, del bilancio e della programmazione economica" e del "Ministero delle finanze". Dopo più di tre anni nell'incarico fu costretto alle dimissioni il 3 luglio 2004, in seguito alle forti divergenze in materia di economia col Vicepresidente del Consiglio Gianfranco Fini.
Il Patto Segni, che si era presentato come giscardiano, e quindi di centrodestra, dopo il risultato elettorale si è diviso: una parte è andata a sinistra e una parte è andata nel gruppo misto e Tremonti è andato nel gruppo misto avendo difficoltà a entrare nell'aerea dove l'expertise fiscale era affidata all'On. Vincenzo Visco.
Il DPEF per il triennio 2005-2007 proponeva di stimolare i consumi rilanciando il settore immobiliare con l'indebitamento privato, diffuso fra i consumatori statunitensi. La manovra proponeva di incentivare i contribuenti a ipotecare l'usufrutto e la nuda proprietà della loro abitazione principale, in modo tale da trarre beneficio dalla crescita dei valori di mercato degli immobili e dal calo dei tassi di interesse bancari. Dopo le cartolarizzazioni, questo elemento della cosiddetta "finanza creativa" avrebbe permesso di sostituire i tassi di interesse sul credito al consumo con quelli dei mutui ipotecari, mediamente pari a meno della metà. La disputa raggiunse toni elevati, al punto che Fini denunciò dei "conti truccati" nella legge finanziaria del 2003, relativi alla differenza di due miliardi di euro fra manovra annunciata e riduzioni effettivamente ottenute, che Tremonti addusse a ragioni contabili. Alla fine, rassegnò le dimissioni, e l'interim del suo ministero fu assunto dal Presidente del Consiglio Berlusconi. In seguito il dicastero venne assegnato a Domenico Siniscalco, cui spettò il compito di impostare la legge finanziaria per il 2004.
Il terzo governo Berlusconi sorto il 23 aprile 2005, all'indomani della crisi politica che aveva investito la Casa delle Libertà dopo la sconfitta delle elezioni regionali del 2005, vide inizialmente ancora il suo successore, Siniscalco, confermato all'economia e finanze. Silvio Berlusconi in quella occasione scelse Tremonti come vicepresidente del Consiglio insieme a Gianfranco Fini, ma, pochi mesi dopo, Siniscalco si dimise sia per divergenze sulle scelte finanziarie, sia per non avere ottenuto l'appoggio del Governo per la sua richiesta di dimissioni del governatore della Banca d'Italia Antonio Fazio. Il 22 settembre 2005 Tremonti fu nuovamente richiamato al ministero dell'Economia e delle Finanze per la stesura della ultima legge finanziaria prima delle elezioni per il sopraggiunto termine temporale della legislatura. Lasciò l'incarico il successivo 8 maggio 2006, pochi giorni prima della fine della legislatura, cedendo l'interim a Berlusconi per gli ultimi 9 giorni.
Alle elezioni politiche del 2006 è rieletto deputato con Forza Italia nella circoscrizione Calabria e dal 4 maggio 2006 al 28 aprile 2008 (XV Legislatura) è uno dei vicepresidenti della Camera dei deputati. Terminata la legislatura in cui è stato all'opposizione del governo Prodi II, alle elezioni politiche del 2008 è stato eletto nuovamente deputato nella circoscrizione Lombardia 2 ed è tornato dall'8 maggio 2008 al 16 novembre 2011, esattamente due anni dopo, al vertice del ministero economico per la quarta volta con il governo Berlusconi IV. 
Il 12 novembre 2011, con le dimissioni di Silvio Berlusconi da presidente del Consiglio dei ministri, termina la sua attività di ministro. 
Il 6 ottobre 2012 fonda a Riccione (Rimini) il movimento "3L" (Lista Lavoro e Libertà per la Patria), in opposizione al governo Monti. Il partito raggiunge in dicembre un accordo elettorale con la Lega Nord per le politiche 2013 e per le regionali in Lombardia; la lista ottiene appena lo 0,5% in Lombardia ma Tremonti è candidato al Senato della Repubblica, nelle liste della Lega Nord, in regione Lombardia (in seconda posizione) e come capolista in 14 regioni: viene eletto senatore in due circoscrizioni (Piemonte e Lombardia), optando per la Lombardia. Aderisce poi al gruppo parlamentare Grandi Autonomie e Libertà.
È saltuariamente collaboratore del Corriere della Sera.
Nel 2017 ha scritto con Vittorio Sgarbi il libro "Rinascimento. Con la cultura (non) si mangia", manifesto dell'omonimo partito fondato proprio da Sgarbi e al quale Tremonti aderisce.
In vista delle elezioni politiche del 2018 Tremonti è favorevole all'avvicinamento del gruppo Grandi Autonomie e Libertà al movimento Rinascimento, ma questo si avvicina a Forza Italia. Sgarbi decide di federare Rinascimento con FI e Tremonti non viene ricandidato, lasciando il partito.

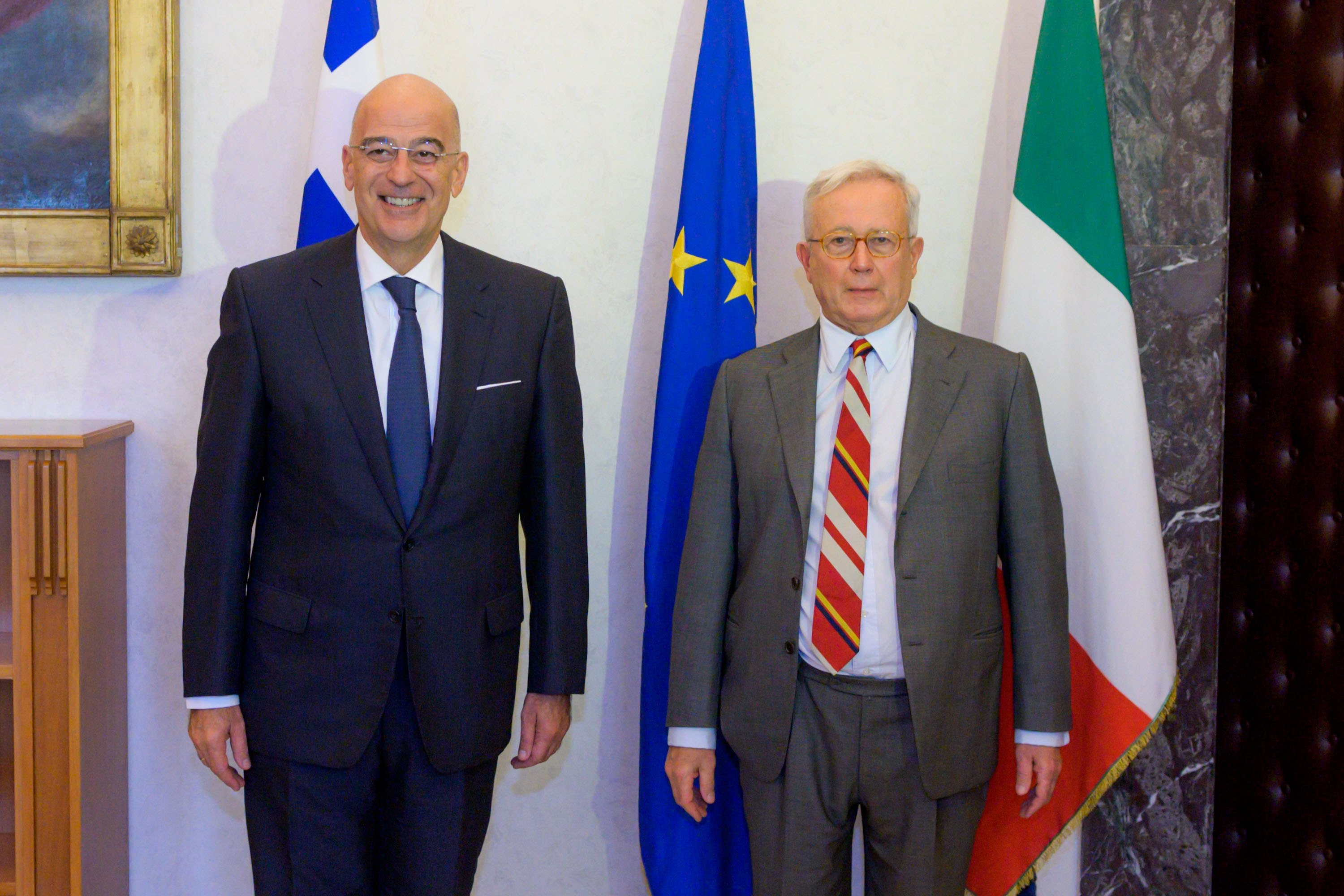
Giulio Tremonti con il ministro degli affari esteri greco Nikos Dendias nel 2022.

Tremonti si candida alle elezioni politiche del 2022 con Fratelli d'Italia: è la candidatura alla settima legislatura per l’ex ministro, dopo le precedenti cinque alla Camera e una al Senato, alla Camera nel collegio uninominale Lombardia 1 - 09 (Milano: NIL 21 - Buenos Aires-Venezia) per la coalizione di centro-destra, e come capolista nel collegio plurinominale Lombardia 1 - 02. Perde nell'uninominale contro il candidato del centrosinistra Benedetto Della Vedova per 7 punti percentuali (30,37% contro 37,85%), ma viene eletto al plurinominale. Il 9 novembre 2022 viene eletto presidente della 3° Commissione Affari Esteri.

#### Ministro dell'economia e delle finanze nei governi Berlusconi
Durante l'incarico di ministro nel primo governo Berlusconi, Tremonti promosse la legge per la defiscalizzazione degli utili di impresa reinvestiti nelle attività produttive. La legge Tremonti prevedeva un alleggerimento delle aliquote per le riserve di capitale, ammortamenti, investimenti in formazione, attrezzature e macchinario.
Introdusse una No-Tax-Area (2003) e ridusse le aliquote marginali in ogni scaglione di reddito IRPEF (2005). Tremonti ha inoltre abolito le imposte sulle donazioni, sulle successioni (2001) e ha abolito l'ICI sulla prima casa nel 2008 dopo che essa era stata già soggetta a una detrazione di 200 € da parte del governo Prodi II.
Tremonti è stato un sostenitore di misure protezionistiche verso Cina e India, posizione sulla cui efficacia sono stati sollevati dubbi anche nella stessa maggioranza, evidenziando la necessità di competere con la Cina anziché imporre dazi, ha portato dapprima l'UE a introdurre le quote di esportazione per alcuni prodotti e infine ad adottare gli stessi dazi doganali, confortata anche dall'allargamento dei dazi proposti dagli USA nel 2005.

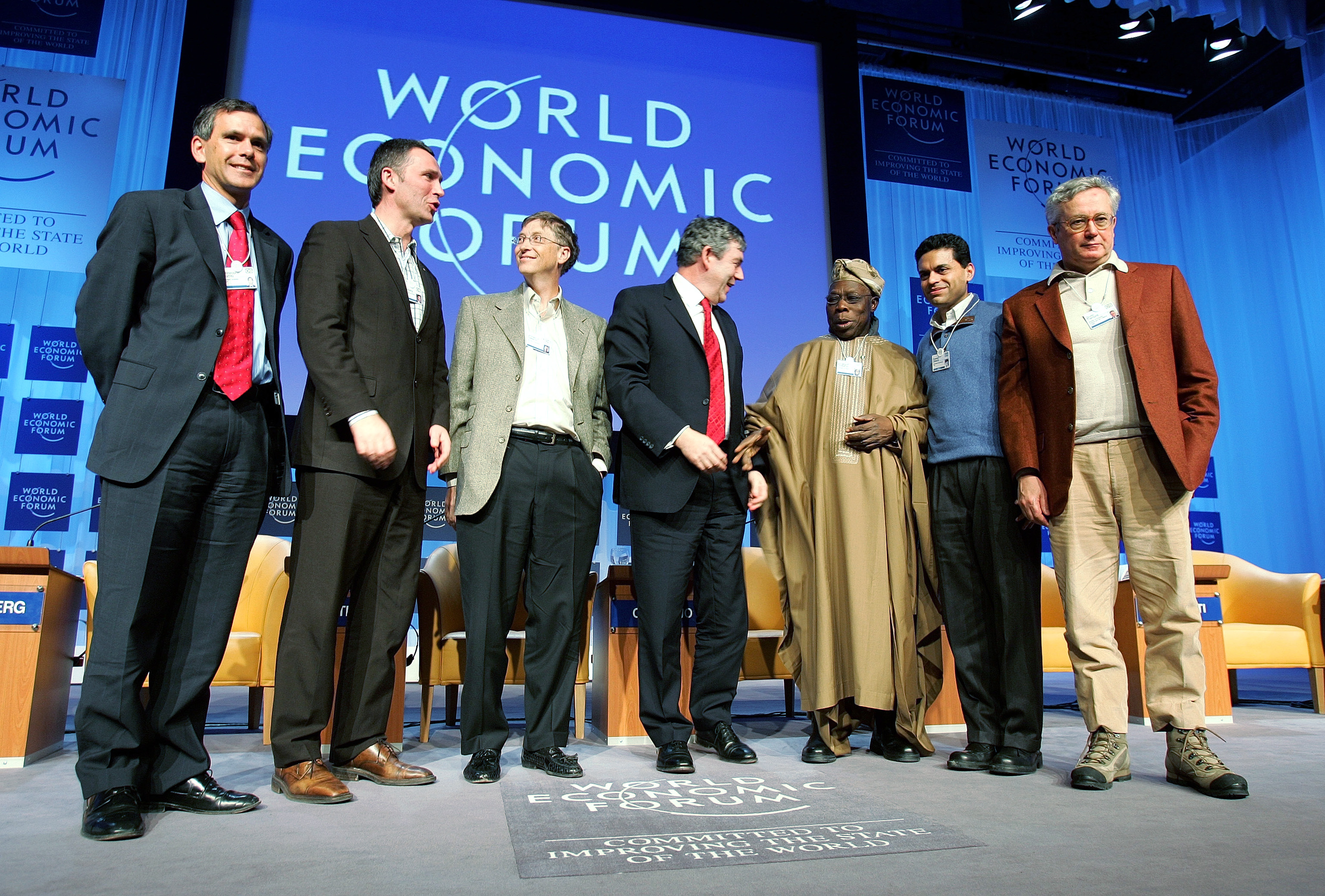
Tremonti con Christopher Murray, Jens Stoltenberg, Bill Gates, Gordon Brown, Olusegun Obasanjo e Fareed Zakaria al meeting del Forum economico mondiale di Davos nel 2006

Sempre nel 2005, Tremonti ha sollevato la questione dei "residui passivi" una quota di debito pubblico nel bilancio dello Stato cui non è stata corrisposta l'emissione di una uguale quantità di moneta. Nella finanziaria del 2005 è stata anche inserita la cosiddetta "pornotax", un'imposta del 25% sui redditi derivanti dalla vendita, noleggio, produzione e distribuzione di materiale pornografico, definita da Tremonti «un'imposta etica sul modello francese».
A settembre 2009 entra in vigore un suo decreto che introduce una penale dell'1% per ogni mese di ritardo nei confronti delle banche che ostacolano il diritto di surroga dei mutuatari introdotto dalla legge Bersani. Nello stesso periodo propone di tassare le plusvalenze della Banca d'Italia con la gestione della riserva aurea nazionale, e la proposta viene modificata, subordinandola al consenso della banca centrale e della BCE.
Tremonti è considerato dalla base elettorale del Carroccio «un leghista con la tessera di Forza Italia» per la sua vicinanza a Umberto Bossi. Interviene alla manifestazione organizzata dalla Lega Nord in occasione del ritorno di Bossi sulla scena politica l'11 gennaio 2005 a Lugano (Ticino), a seguito dei problemi di salute patiti da Bossi, presso l'ultima dimora del federalista lombardo Carlo Cattaneo.
Nel 2009 venivano considerati vicini a Tremonti l'allora presidente della Lombardia Roberto Formigoni e l'allora sindaco di Roma Gianni Alemanno.
Ritornato al Ministero del tesoro nel quarto governo Berlusconi, Tremonti ha dato il via ai cosiddetti "Tremonti Bond" obbligazioni convertibili sottoscritte dal Ministero dell'economia e delle finanza a favore di banche in crisi di capitale.
Il 15 ottobre 2009 Tremonti ha poi proposto un disegno di legge governativo per creare una "Banca del Sud", al fine di risollevare le sorti economiche del meridione d'Italia.

#### Critiche

##### Sul condono fiscale
Per anni Tremonti è stato fortemente critico nei confronti dei condoni utilizzati dai vari governi della Prima Repubblica.
(dal Corriere della Sera, 25 settembre 1991)
Nonostante ciò, nel corso dei due governi Berlusconi, Tremonti varò diversi condoni fiscali per i quali ricevette molte critiche da parte dell'opposizione parlamentare (che definì quei provvedimenti come tesi a favorire politicamente un regime di illegalità permanente a vantaggio degli evasori fiscali) nonché una denuncia da parte dell'UE per il condono IVA del 2002 che, permettendo la sanatoria di una evasione relativa a pochi mesi prima, di fatto aveva indotto a omettere i versamenti dovuti e violato i principi di equità.

##### Da parte di alcuni economisti
Il collega di governo Renato Brunetta nel 2009 ha sostenuto che Tremonti «non è un economista, ma un giurista». Dal canto suo Tremonti ha polemizzato più volte con gli economisti invitandoli a tacere con l'espressione «silete economisti», adattamento del noto «tacete giuristi» di Carl Schmitt. A suo dire gli economisti sarebbero infatti colpevoli di non aver saputo predire la crisi scoppiata nel 2008.
Sarà soprattutto l'attacco lanciato da Tremonti il 28 agosto 2009 dal meeting di Comunione e Liberazione (gli economisti, disse, sono come «maghi» che «dovrebbero chiedere scusa e starsene zitti per un anno, ne guadagnerebbero tutti») a spingere il 3 settembre sedici economisti, la maggioranza dei quali facenti riferimento a Lavoce.info (Giorgio Basevi, Pierpaolo Benigno Franco Bruni, Tito Boeri, Carlo Carraro, Carlo Favero, Francesco Giavazzi, Luigi Guiso, Tullio Jappelli, Marco Onado, Marco Pagano, Fausto Panunzi, Michele Polo, Lucrezia Reichlin, Pietro Reichlin, Luigi Spaventa), a replicare sulle pagine del Corriere della Sera e de la Repubblica con una lettera a Tremonti che «chiede agli economisti di tacere perché non accetta critiche al suo operato», rinfacciandogli «che negli anni in cui il Ministro ha avuto la responsabilità della politica economica (2001-2005, quando il suo primo documento di programmazione prometteva “un nuovo miracolo economico”, e 2008) la crescita italiana ha esibito un divario negativo di oltre 5 punti rispetto alla crescita europea. In definitiva, vorremmo comprendere come egli si proponga di trasformare in realtà le sue speranze sul futuro del paese».
Carlo Scarpa, in particolare, rispose che prendersela con tutta la categoria non era corretto anche perché «alcuni economisti del settore avevano dato l'allarme. Ad esempio, lo aveva fatto uno come Nouriel Roubini, economista di origine turco-iraniana che insegna a New York, quello che nel 2006 a Davos Tremonti invitò a "tornarsene in Turchia" perché osò criticare la politica economica del governo di allora». Il 7 settembre Tremonti, pur mantenendo il suo giudizio sugli economisti-maghi, tentò di smorzare i toni proprio davanti agli studenti della Bocconi sostenendo che in fondo «tutte le scienze hanno la stessa parità, siamo tutti umili lavoratori alla vigna del sapere».
Sul “Libro bianco” Carlo Maria Cipolla inviò una lettera a Tremonti in cui era scritto quanto segue: “Caro prof. Tremonti: le notizie che qui giungono dall’Italia sono scarse, confuse e imprese. Ma quel poco che sono riuscito ad appurare mi spinge a scriverle questa lettera che è e vuole essere una nota di incondizionata ammirazione e approvazione per il piano da Lei presentato per la riforma del sistema e del regime fiscale in Italia. Trovo ammirevole non soltanto l’aspetto tecnico del Suo piano ma anche il coraggio da Lei dimostrato nel presentare il piano stesso, così drastico, così rivoluzionario così contrario ai dettami della demagogia imperante. Desidero quindi esprimerLe il mio augurio più vivo e sincero per il successo pieno e completo della sua iniziativa, convinto come sono che se verrà attuata come Lei la ha elaborata senza stravolgimenti inopportuni, il nostro Paese si porterà in posizione avanzata invece di essere e rimanere il solito fanalino di coda nella classifica dei Paesi civili per quanto riguarda il regime fiscale. Le basti dire che qui in America mentre ci si rende conto della necessità e dell’urgenza di attuare una riforma fiscale secondo i lineamenti definiti nel Suo piano, si riconosce che manca il coraggio per portare avanti un’azione del genere”.
Nel 2010 il Collettivo NoiseFromAmeriKa, un gruppo di economisti italiani che lavora in maggioranza negli Stati Uniti d'America e formato da Alberto Bisin, Michele Boldrin, Sandro Brusco, Andrea Moro, Aldo Rustichini, e Giulio Zanella, ha criticato Tremonti nel libro Tremonti. Istruzioni per il disuso per la sua presunta pochezza e supponenza: «Tremonti ha francamente scocciato. Non tanto per quello che fa in qualità di ministro dell'Economia, visto che fa veramente poco, ma soprattutto per quello che dice. Siccome fa politica ed è uomo potente, quello che dice conta: orienta l'opinione pubblica e definisce i termini del dibattito. Questo non è un bene. Da un lato, afferma troppo frequentemente cose false o incoerenti. Dall'altro, quanto fa è spesso erroneo o in contraddizione con quanto asserisce si dovrebbe fare. Insomma, ha scocciato». Ai libri economici di Tremonti vengono dunque rimproverate le sue «visioni oniriche, frasi roboanti e la sicumera di essere l'unico al mondo investito, in modo misterioso, da una qualche sorta di conoscenza esoterica da usare per dispensare previsioni (solitamente apocalittiche) e offrire soluzioni magiche». L'opera ha conosciuto una seconda edizione ampliata nel 2011 col sottotitolo e continuano a chiamarlo Voltremont.
Nel 2012 l'economista Fabio Scacciavillani, responsabile del fondo d'investimenti del sultanato dell'Oman, ha scritto con il giornalista Giampiero Castellotti il libro Il timoniere del Titanic, la prima biografia non autorizzata di Giulio Tremonti, pubblicata da Editori Riuniti.

### Pubblicazioni
Autore di diverse opere a sfondo economico-finanziario, Giulio Tremonti ha scritto Lo Stato criminogeno, Le cento tasse degli italiani, La fiera delle tasse, Il federalismo fiscale (sulla proposta di devolution avanzata dalla Lega Nord), Il fantasma della povertà, Rischi Fatali, in cui presenta i problemi economici della nuova Europa in relazione alla rapidissima crescita della Cina, La paura e la speranza, sempre sui temi della globalizzazione e dei rapporti con il colosso orientale. E poi ancora: Rischi fatali, La paura e la speranza, Uscita di sicurezza, Bugie e verità, Mundus Furiosus. Nel 2017 ha scritto assieme a Vittorio Sgarbi il libro Rinascimento.

## Vicende giudiziarie
- Il 21 marzo 2012 risulta indagato per finanziamento illecito ai partiti politici dalla Procura di Roma insieme con il suo ex consigliere politico Marco Mario Milanese. L'inchiesta riguarda un appartamento in Via Campo Marzio a Roma dove Tremonti avrebbe alloggiato da luglio 2010 a luglio 2011 e il cui canone di affitto mensile di 8 500 euro risulta pagato dal Milanese, così come i lavori di ristrutturazione da 250 000 euro effettuati da un imprenditore amico dello stesso Milanese. Tremonti,  saputa la notizia, ha lasciato l'appartamento, affermando di avere corrisposto a Milanese, per la sublocazione dell’appartamento un canone di 4.000 euro mensili e di averle occupato l’immobile saltuariamente.[40] Per Tremonti il processo si è concluso con il patteggiamento della pena a quattro mesi di reclusione, convertiti in una pena pecuniaria di 30 000 euro e una multa di 10 000 euro.[41] Il reato è stato dichiarato estinto da Tribunale Ordinario di Roma con ordinanza del 30 luglio 2019 (I. E. n. 184/19). Successivamente Milanese ha citato in giudizio civile Tremonti per ottenere la differenza tra quanto versatogli dallo stesso Tremonti a titolo di canone di sublocazione e quanto da lui versato a titolo di locazione all’ente ecclesiastico proprietario dell’immobile. La causa si è conclusa con sentenza del Tribunale Ordinario di Roma, VIII sez. civ., n. 11325/2019, depositata il 29 maggio 2019. Con la sentenza, diventata definitiva per mancata impugnazione, il Tribunale ha rigettato la domanda di Milanese, condannato alla rifusione delle spese sostenute da Tremonti in misura pari a 13 000 euro, oltre a Iva e contributi di legge. Si legge nella sentenza che date “le caratteristiche dell’unità immobiliare e l’ammontare del canone di locazione concordato (euro 8.500=), la somma di euro 4.000= può essere considerata e compatibile con un uso parziale del bene”, tanto da escludere che “si sarebbe realizzata una ‘ipotesi di comportamento illecito’ (finanziamento illecito)”.
- Nel 2016 arriva un'archiviazione per una inchiesta nata a ottobre 2014 per corruzione: secondo l'accusa nel 2009 l'allora ministro dell'Economia avrebbe ricevuto 2,4 milioni di euro per dare il via libera all'acquisizione della società americana DRS Technologies da parte del gruppo Finmeccanica.[42] A gennaio 2015 il Tribunale dei Ministri di Roma ordina al procuratore Edmondo Bruti Liberati di chiedere al Senato l'autorizzazione a procedere contro Tremonti. Il reato ipotizzato è la corruzione legata a una tangente da 2,4 milioni di euro che nel marzo 2009 l'allora ministro dell'Economia del Governo Berlusconi avrebbe incassato da Finmeccanica (controllata dal Tesoro stesso) al fine di modificare il parere inizialmente contrario all'acquisto per la somma estremamente elevata di 3,4 miliardi di euro nel luglio 2008 della società statunitense Drs, fornitrice del Pentagono.[43] Nell'esame del caso il Senato approva all'unanimità la proposta della Giunta delle Elezioni e delle Immunità riguardo alla domanda di autorizzazione a procedere nei confronti di Tremonti per il reato di corruzione per atti contrari ai doveri d'ufficio, con la quale il Senato si dichiara incompetente in merito, restituendo gli atti all'autorità giudiziaria in quanto non si tratterebbe di presunti reati inerenti alle sue funzioni da Ministro perché ipoteticamente compiuti prima del suo giuramento a Ministro nel 2008, poche ore prima. Il caso si conclude con la richiesta di archiviazione da parte dei pubblici ministeri e con un ricorso del Gip dichiarato però inammissibile dalla Corte Costituzionale.[44]

## Opere
- Imposizione e definitività nel diritto tributario, Milano, Giuffrè Editore, 1977;
- Le cento tasse degli italiani, con Giuseppe Vitaletti, Bologna, Il Mulino, 1986; ISBN 88-15-01132-3
- La fiscalità industriale. Strategie fiscali e gruppi di società in Italia, Bologna, Il Mulino 1988; ISBN 88-15-01797-6
- La fiera delle tasse. Stati nazionali e mercato globale nell'età del consumismo, con Giuseppe Vitaletti, Bologna, Il Mulino, 1991; ISBN 88-15-03334-3
- Nazioni senza ricchezza, ricchezze senza nazione, con Francesco Galgano, Sabino Cassese e Tiziano Treu, Bologna, Il Mulino, 1993; ISBN 88-15-03824-8
- Il federalismo fiscale. Autonomia municipale e solidarietà sociale, con Giuseppe Vitaletti, Roma-Bari, Editori Laterza, 1994; ISBN 88-420-4357-5
- La riforma fiscale. Otto tasse, un unico codice, federalismo (vedo, pago, voto), Milano, Arnoldo Mondadori Editore, 1995; ISBN 88-04-40492-2
- Il fantasma della povertà. Una nuova politica per difendere il benessere dei cittadini, con Edward Nicolae Luttwak e Carlo Pelanda, Milano, Arnoldo Mondadori Editore, 1995. ISBN 88-04-40066-8
- Lo Stato criminogeno. La fine dello Stato giacobino. Un manifesto liberale, Roma-Bari, Editori Laterza, 1997. ISBN 88-420-5298-1
- Meno tasse più sviluppo. Un progetto per uscire dalla crisi, Milano, Il Giornale, 1999.
- Guerre stellari. Società ed economia nel cyberspazio, con Carlo Jean, Milano, FrancoAngeli, 2000.
- Rischi fatali. L'Europa vecchia, la Cina, il mercatismo suicida. Come reagire, Milano, Arnoldo Mondadori Editore, 2005. ISBN 88-04-55011-2
- La paura e la speranza. Europa: la crisi globale che si avvicina e la via per superarla, Milano, Arnoldo Mondadori Editore, 2008. ISBN 978-88-04-58066-9 Premio Procida-Isola di Arturo-Elsa Morante per la saggistica[45]
- Uscita di sicurezza, Milano, Rizzoli, 2012. ISBN 978-88-17-05774-5
- Bugie e verità. La ragione dei popoli, Milano, Arnoldo Mondadori Editore, 2014. ISBN 978-8804642473
- Mundus Furiosus. Il riscatto degli Stati e la fine della lunga incertezza, Milano, Arnoldo Mondadori Editore, 2016. ISBN 978-8804669319
- Rinascimento, Con la cultura (non) si mangia, Milano, Baldini+Castoldi, 2017. ISBN 9788893885157
- Le tre profezie: Appunti per il futuro dal profondo della storia, Solferino, 2020. ISBN 978-8828202073
- Globalizzazione. Le piaghe e la cura possibile, Milano, Solferino, 2022. ISBN 978-8828210788